# Georgi Alexandrowitsch Georgiu
Georgi Alexandrowitsch Georgiu (russisch Георгий Александрович Георгиу; * 26. August 1915 in Smolensk, Russisches Kaiserreich; † 11. März 1991 in Moskau) war ein sowjetischer Theater- und Film-Schauspieler sowie Synchronsprecher.

## Leben und Leistungen
Georgi Georgius Mutter Marija Jakowlewna Mizkewitsch (1883–1954) war Lehrerin für Französisch und wirkte u. a. am Moskauer Institut für Orientalistik. Sie veröffentlichte mehrere fremdsprachige Werke, war Assistenzprofessorin und Mitglied der Sektion der Wissenschaften. Der Vater Alexander Aristidowitsch Georgiu (1878–1944), ein  Ingenieur, arbeitete für die Belorussische Eisenbahnverwaltung. Aufgrund seiner Versetzung zog die Familie zwei Wochen nach der Geburt des Sohnes in die russische Hauptstadt.
Georgiu beendete 1931 die Schule und besuchte für ein Jahr ein Technikum, entschied sich dann aber für die künstlerische Laufbahn. Als Vorbild diente ihm hier sein Cousin, der Schauspieler Michail Fjodorowitsch Astangow. 1932 trat Georgiu in das Theaterstudio von Ruben Nikolajewitsch Simonow ein, wechselte 1937 an das Theater der Revolution und schloss ein Jahr später sein Studium ab. Nach der Mobilisierung diente Georgiu im Theater der Roten Armee am Standort Taschkent, wurde aber krankheitsbedingt im Mai 1939 nach Moskau versetzt. Bis 1941 gehörte er dem dortigen Zentraltheater der Roten Armee an, sein Engagement endete jedoch durch die infolge des Deutsch-Sowjetischen Krieges vorgenommene Evakuierung nach Alma-Ata. Vom Dezember 1942 bis Herbst 1945 diente Georgiu aktiv in der Armee und war als Leutnant und Kommandant an der Belorussischen Front eingesetzt. Nach der Demobilisierung wechselte er an das Staatstheater der Kinodarsteller und spielte hier bis zu seinem Eintritt in den Ruhestand im Dezember 1989. Zu den von ihm bedienten Stücken zählen Нахлебник (Nachlebnik) von Iwan Turgenew, Armut ist kein Laster von Alexander Ostrowski, Раках (Rakach) von Sergei Michalkow, Смерти Пазухина (Smerti Pasuchina) von Michail Saltykow-Schtschedrin, eine Adaption von Tschechows Flattergeist, Das gewöhnliche Wunder und Тени (Teni) von Jewgeni Schwarz, Michail Bulgakows Iwan Wassiljewitsch, Verstand schafft Leiden von Alexander Gribojedow sowie Shakespeares Die Komödie der Irrungen.
Sein Filmdebüt gab der damalige Nachwuchsdarsteller 1934 als Schläger in der Komödie Maienzeit unter der Regie seines Lehrers Simonow. Nach mehreren Auftritten in Kriegs- und Historienfilmen, so u. a. in der Filmreihe Боевой киносборник (Bojewoi kinosbornik, 1941/42) und in biografischen Werken über Grigori Kotowski (1942) und Iwan Mitschurin, gab er in Die junge Garde (beide 1948) von Sergei Gerassimow seine erste gelistete Rolle in einer größeren Produktion. Georgiu spielte bis 1987 vor der Kamera, neben Kinofilmen auch für drei Folgen der Fernsehsendung Фитиль (Fitil, 1964–1976). Er trat zwar nie als Hauptdarsteller in Erscheinung, stand aber in dem Ruf, die unterschiedlichsten Charaktere authentisch und mit Humor porträtieren zu können. Außerdem fungierte Georgiu bei 25 Spiel- und Animationsfilmen als Synchronsprecher. Darunter befanden sich sowohl Werke aus den Unionsrepubliken wie auch ausländische Produktionen.
Georgiu war seit 1969 Mitglied der KPdSU. Er litt in den letzten Jahren seines Lebens an schweren gesundheitlichen Problemen und starb 75-jährig in Moskau. Sein Grab befindet sich auf dem Danilow-Friedhof.

## Ehrungen
Für seine Verdienste in der Armee erhielt Georgiu den Orden des Roten Sterns, den Orden des Vaterländischen Krieges II. Klasse (beide 1945) und die Medaillen „Für die Befreiung Warschaus“, „Für die Einnahme Berlins“ und „Sieg über Deutschland“ (1945). Seit dem 28. März 1974 war er Träger des Titels Verdienter Künstler der RSFSR.

## Privatleben
Georgiu war in erster Ehe mit der Schauspielerin Galina Grigorjewa verheiratet. Ende der 1960er Jahre lernte er seine zweite Frau, die 26 Jahre jüngere Eisschnellläuferin Walentina Michailowna Beljakowa, kennen. Ihr gemeinsamer Sohn Michail (* 1971) ist Absolvent der Schauspielschule „M. S. Schtschepkin“ und arbeitet heute als Synchronsprecher.

## Filmografie (Auswahl)

### Darsteller
- 1934: Maienzeit (Wesennije dni)
- 1947: Kreuzer Warjag (Kreiser „Warjag“)
- 1947: Frühling (Wesna)
- 1948: Die russische Frage (Russki wopros)
- 1948: Der dritte Schlag (Treti udar)
- 1948: Die Welt soll blühen (Mitschurin)
- 1948: Die junge Garde (Molodaja gwardija)
- 1949: Begegnung an der Elbe (Wstretscha na Ebe)
- 1950: Das Feuer von Baku (Ogni Baku)
- 1950: Melodie des Lebens (Musorgski)
- 1953: Segel im Sturm (Admiral Uschakow)
- 1954: Reise mit Hindernissen (Wernye drusja)
- 1955: Die Grille (Poprygunja)
- 1955: Prinzeß Mary (Knjaschna Meri)
- 1956: Liebe nach Ladenschluss (Sa witrinoi uniwermaga)
- 1957: Ein ungewöhnlicher Sommer (Neobyknowennoje leto)
- 1957: Ein Dichter (Poet)
- 1957: Frühe Freuden (Perwyje radosti)
- 1961: Die Rothaarige (Ryschik)
- 1961: Klarer Himmel (Tschistoje nebo)
- 1961: Das Duell (Duel)
- 1962: Der Sonne nach (Tschelowek idjot sa solnzem)
- 1966: Böse Anekdote (Skwerny anekdot)
- 1968: Ein uraltes Märchen (Staraja, staraja skaska)
- 1968: Feuer, Wasser und Posaunen (Ogon, woda i… mednyje truby)
- 1969: Die Brüder Karamasow (Bratja Karamasowy)
- 1971: Die 12 Stühle (12 stulew)
- 1974: Das Brot riecht nach Pulver (Chleb pachnet porochom)
- 1975: Von Morgen – Bis zum Abendrot (Ot sari do sari)
- 1977: Ulenspiegel (Legenda o Tile)
- 1982: Es könnte Liebe sein (Predtschuwstwije ljubwi)

### Synchronsprecher
- 1956: Der Schatten (Cień)
- 1959: Wiesenstraße Nr. 10 (Rue des prairies) – für Alfred Adam
- 1961: Der tolle Amerikaner (La belle américaine) – für Alfred Adam
- 1962: Armleuchter in Uniform (Postman’s Knock) – für John Wood
- 1963: Акционеры (Akzionery) (Animationskurzfilm)
- 1967: Chemi megobari Nodari – für Erosi Manjgaladze
- 1968: Kaidan yukijorô – für Masao Shimizu
- 1968: Тариэл Голуа – für Akaki Vasadze
- 1969/70: დიდოსტატის მარჯვენა (Didostatis Mardschwena) – für Michail Sultanischwili
- 1970: Die Partien des schönen Dragoners (Partie krásného dragouna) – für Josef Vinklář
- 1973: Бягство в Ропотамо (Bjagstwo w Ropotamo) – für Iwan Kondow
- 1973: Քաոս (Chaos) – für Vagram Yegshatyan
- 1974: Весёлая карусель: Лечение Василия (Wesjolaja karusel: Letschenije Wasilija) (Animationsfilm)
- 1976: Das Städtchen Anara (Gorodok Anara)
- 1977: Wie wär’s mit Spinat? (Což takhle dát si špenát?) – für Luděk Kopřiva
- 1977: Garib im Lande der Dshinn (Qərib Cinlər Diyarında) – für Kjundus Schamsaddin Abbasow
- 1983: მაცივარში ვიღაც იჯდა (Maziwarschi wighaz idschda) – für Teimuraz Khelashvili
- 1983: Blaue Berge oder Eine unwahrscheinliche Geschichte (Zispheri mtebi anu daudscherebeli ambawi) – für Georgi Tschchaidse